# Zemërimi i një nate
Zemërimi i një nate (albanisch für etwa Die Wut einer Nacht) ist ein albanischsprachiger Popsong, mit dem Herciana Matmuja das 52. Festivali i Këngës gewann. Der Titel wurde von Genti Lako komponiert und getextet von Jorgo Papingji. In der englischen Fassung One Night’s Anger vertrat Matmuja Albanien beim Eurovision Song Contest 2014 in Kopenhagen.

## Hintergrund und Produktion
Im Juli 2013 bestätigte die Rundfunkanstalt Radio Televizioni Shqiptar, dass Albanien beim kommenden Eurovision Song Contest teilnehmen werde. Der Beitrag wird hierbei über das Festivali i Këngës ausgewählt. Anfang November 2013 wurde bekanntgegeben, dass Herciana Matmuja mit dem Titel Zemërimi i një nate beim Festival teilnehmen wird. Das Festival fand Ende Dezember statt. Matmuja konnte sich aus dem Halbfinale für das Finale qualifizieren, welches am 28. Dezember stattfand. Dort trat sie als erste von insgesamt 16 Teilnehmern auf. Mit 69 Punkten gewann sie das Finale.

## Musik und Text
Die Musik zu Zemërimi i një nate wurde von Genti Lako komponiert, der Text stammt von Jorgo Papingji. Beide schrieben bereits Matmujas Beitrag, mit welchem sie beim Festivali i Këngës 2012 teilnahm und Dritte wurde. Laut der Sängerin sei die Chemie zwischeneinander so gut gewesen, dass man sich entschieden habe, einen weiteren Song einzureichen. Die Demo, welche ihr Lako im Studio vorspielte, habe Matmuja zu Tränen gerührt, weshalb sie großes Vertrauen in das Lied setzte.
Das Lied handele vom Zorn, welcher das schlimmste Gefühl sei, das ein Mensch haben könne. Dieser könne jegliche menschlichen Beziehungen, besonders Freundschaften zerstören. Man solle zuerst nachdenken, was man sage, bevor man verletzende Worte in den Mund nimmt. Das „wütende Intro“ soll die Wut eines Augenblickes beschreiben, woraufhin der Titel sich in eine Ballade wandle. Dies stelle die Ruhe und Lieblichkeit dar, so wie man sich immer verhalten solle.
Matmuja ordnet den Titel bei Pop und RnB ein. Außerdem sei er stark von typischer albanischer Musik sowie der Stilistik des Komponisten geprägt.
Der Titel wurde für den Eurovision Song Contest gekürzt und in die englische Fassung One Night’s Anger übertragen. Als Grund gab die Interpretin an, dass der Titel so von mehr Menschen verstanden würde, außerdem passe Englisch besser zum Genre. Durch die Kürzung bedingt, fehlt in der ESC-Version das erwähnte Intro.

## Beim Eurovision Song Contest

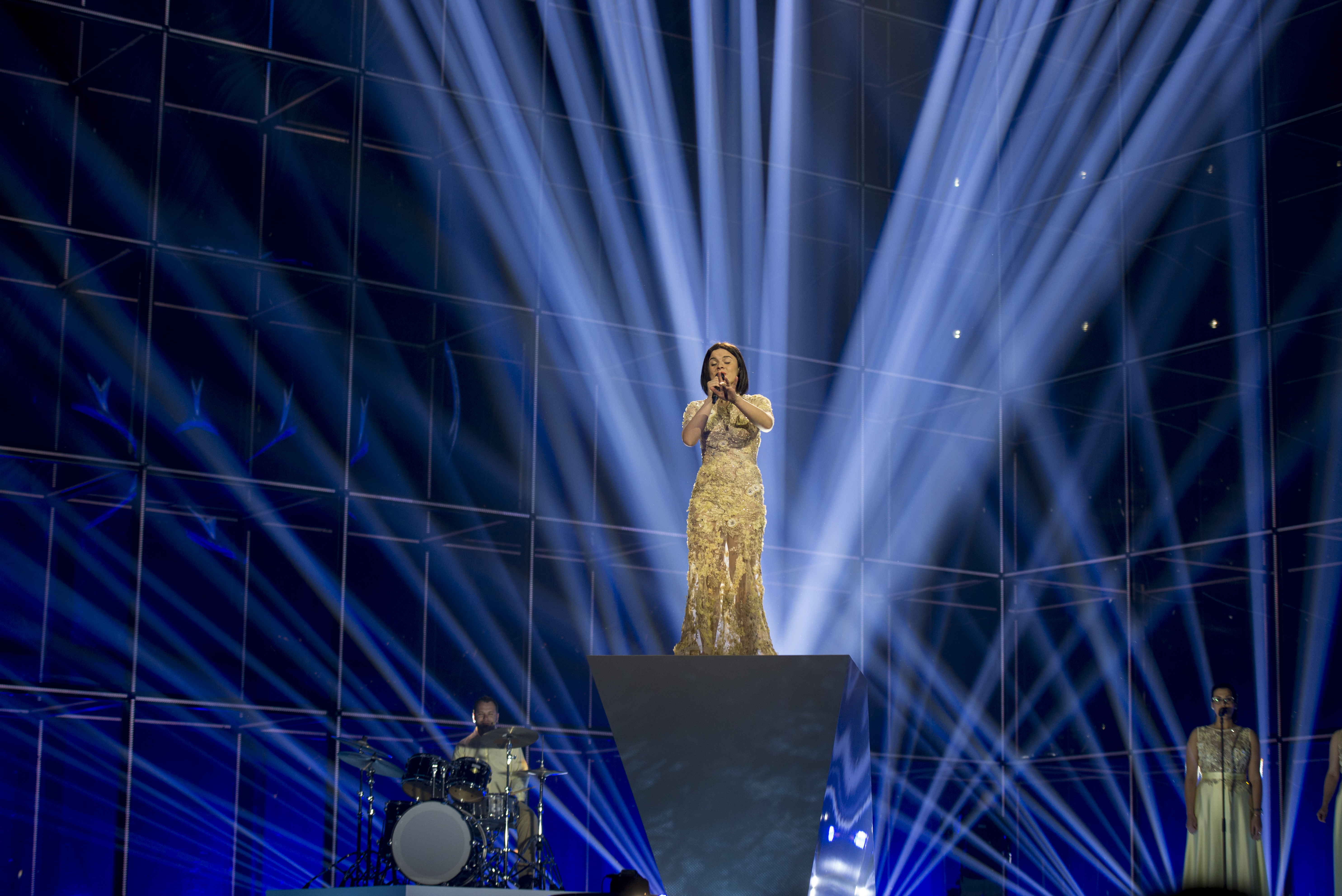
Matmuja beim Eurovision Song Contest 2014

Im Januar 2014 wurde bekanntgegeben, dass Albanien in der ersten Hälfte des ersten Halbfinales des Eurovision Song Contest teilnehmen werde. Ende März wurde die endgültige Startreihenfolge veröffentlicht: Albanien wurde hierbei die Startnummer 6 von insgesamt 16 Teilnehmern zugewiesen. Das erste Halbfinale fand am 6. Mai 2014 statt. Matmuja wurde auf der Bühne von einem Gitarristen sowie einem Schlagzeuger unterstützt. Der Begleitgesang stammte von Erga Halilaj und Olsa Papandili. Das Land konnte sich in der darauffolgenden Abstimmung nicht für das Finale qualifizieren. Albanien erhielt 22 Punkte, wobei die Höchstpunktzahl von Montenegro kam. Daraus resultierte der 15. und somit vorletzte Platz.

## Rezeption
Der Fanblog Wiwibloggs zeigte sich uneinig. Zwar sei die Stimme überzeugend, jedoch sei die Struktur des Songs undurchschaubar. Dies spiegele sich insbesondere in der gekürzten ESC-Version wider. Das Arrangement im Stil der 80er Jahre sei im Gegensatz zur Originalversion nicht gelungen. Die Wiener Zeitung schrieb, Hersi gebe mit One Night’s Anger „ein Lied im Stile von Shakira zum Besten“. Ähnlich äußerte sich der Kurier. Spiegel Online meinte zur Neufassung, dass neben dem Wechsel ins Englische das „ungewöhnliche Rockgitarren-Orchester-Intro“, welches weggekürzt wurde, dem Titel nicht helfe und fasste sein Urteil mit „Viel Stimme, wenig Song“ zusammen.

## Veröffentlichung
Die Originalversion wurde auf dem inzwischen nicht mehr erhältlichen Sampler zum 52. Festivali i Këngës veröffentlicht. Die englischsprachige Version erschien auf der offiziellen Kompilation zum Eurovision Song Contest 2014. Eine Single mit verschiedenen Versionen wurde im Rahmen einer Promo-Aktion veröffentlicht. Eine offizielle Auskopplung existiert nicht. Das zugehörige Musikvideo wurde im März 2014 präsentiert und entstand unter der Regie von Petri Bozo.